# Dům Kobrtsch & Gschihay
Dům Kobrtsch & Gschihay je původně měšťanský dům na náměstí Krále Jiřího z Poděbrad v Chebu. Pojmenovaný je po chebském nakladatelství Kobrtsch & Gschihay, přičemž druhý jmenovaný rod dům vlastnil od roku 1834.
Jedná se o v jádru gotický dům s barokní fasádou. Prostřední okno v piano nobile je zvýrazněno širokým parapetem po stranách s piniovými šiškami. Přízemí bylo pozměněno moderní vestavbou obchodu.